# Asthenara
Asthenara är ett släkte av steklar som beskrevs av Förster 1869. Asthenara ingår i familjen brokparasitsteklar.
Kladogram enligt Catalogue of Life och Dyntaxa:
| Asthenara | \| \| Asthenara donlonae \| \| \| \| \| \| Asthenara scabricula \| \| \| \| \| \| Asthenara socia \| \| \| \| |
|           | \| \| Asthenara donlonae \| \| \| \| \| \| Asthenara scabricula \| \| \| \| \| \| Asthenara socia \| \| \| \| |
|           | Asthenara donlonae                                                                                            |
|           | |
|           | Asthenara scabricula                                                                                          |
|           | |
|           | Asthenara socia                                                                                               |
|           | |